# Карцев, Алексей Александрович
Алексе́й Алекса́ндрович Ка́рцев (12 февраля 1925 года, Москва — 13 октября 2023 года, Москва) — советский и российский геохимик-нефтяник, доктор геолого-минералогических наук, профессор. Заслуженный деятель науки Российской Федерации.

## Биография
Родился 12 февраля 1925 года в Москве.
В 1948 году окончил геологоразведочный факультет Московского нефтяного института им. И. М. Губкина, а в 1951 году — там же и аспирантуру. В 1952 году защитил кандидатскую диссертацию на тему «Геохимическое изучение Майкопских отложений Восточной Грузии в связи с их нефтегазоносностью», а в 1960 — докторскую («Закономерности размещения нефтей различного состава в недрах»). С 1952 по 1954 годы работал в РГУ нефти и газа ассистентом, а после получения ученой степени доктора геолого-минералогических наук — доцентом кафедры промысловой геологии нефти и газа, в 1988 стал профессором кафедры промышленной безопасности и охраны окружающей среды.
С 1980 году является членом научных советов РАН по геоэкологии, а с 1995 — по геологии и геохимии нефти и газа. В 1996 году был избран академиком Российской экологической академии.
Скончался 13 октября 2023 года в Москве, похоронен на Ваганьковском кладбище (уч.14).

## Научная деятельность
Основное направление научной деятельности ученого — гидрогеология и геохимия различных нефтегазоносных регионов. Алексей Александрович изучал основные теоретические проблемы геохимии углеводородов и гидрогеологии. Им описаны методические гидрогеологические критерии, которые используются в промышленности, а также основы нефтегазовой палеогидрогеологии и экологической гидрогеологии.
В РГУ нефти и газа им. И. М. Губкина читал лекции в по курсу «Безопасность жизнедеятельности». Автор более 300 научных работ, подготовил 20 кандидатов наук и 10 докторов наук.

## Семья
- Отец — Карцев Александр Алексеевич — композитор (07.07.1883 — 03.05.1953)
- Мать — Сладкова Александра Ивановна — врач (07.04.1886 — 13.12.1958)
- Жена — Карцева (Рудникова) Валентина Петровна — старший научный сотрудник ИПНГ РАН (13.10.1937 — 04.01.2006)
- Дочь — Юшкова Ирина Алексеевна — врач-реаниматолог (род. 07.09.1971).
- Внучка — Юшкова Анна Андреевна (род. 21.01.1998).

## Награды
- Заслуженный деятель науки Туркменской ССР (1970);
- Медаль «В память 850-летия Москвы» (1997);
- Заслуженный деятель науки РФ (2002);
- Премия имени И. М. Губкина (2004).

## Основные труды
- Карцев А.А. Основы геохимии нефти и газа. — М.: Недра, 1962. — 272 с.
- Карцев А.А. Гидрогеология нефтегазоносных бассейнов. — М.: Недра, 1972. — 208 с.
- Карцев А.А., Вагин С.Б., Шугрин В.П. Нефтегазовая гидрогеология. — М.: Недра, 1992. — 208 с.